# Carsten Meyer-Tönnesmann
Carsten Meyer-Tönnesmann (* 1954 in Hamburg) ist ein deutscher Kunsthistoriker und Autor.

## Leben und Wirken
Meyer-Tönnesmann studierte Kunstgeschichte, Klassische Archäologie und Historische  Musikwissenschaften. Seine Promotionsschrift verfasste er 1984 unter dem Titel „Der Hamburgische Künstlerclub von 1897“. Er war wissenschaftlicher Mitarbeiter der Hamburger  Kunsthalle, des Altonaer Museums und der Kulturbehörde Hamburg. Sein Schwerpunkt ist die norddeutsche Kunstgeschichte, zu der er zahlreiche Beiträge verfasste, unter anderem für das Allgemeine Künstlerlexikon (AKL) und Der neue Rump. Lexikon der bildenden Künstler Hamburgs, Altonas und der näheren Umgebung.
Seit dem Jahr 2002 organisiert Meyer-Tönnesmann Kunstausstellungen für die Galerie der Hamburger Sparkasse und ist als freier Mitarbeiter für die Ernst-Barlach-Stiftung in Güstrow tätig. 2015 war er Kurator für die Ausstellung über den Hamburger Maler Thomas Herbst im Jenisch Haus. Anlässlich dieser Ausstellung zum 100. Todestag des Künstlers erstellte er Herbsts Werkverzeichnis.
Carsten Meyer-Tönnesmann lebt und arbeitet in Hamburg.

## Veröffentlichungen (Auswahl)
- Der Hamburgische Künstlerclub von 1897. Christians, Hamburg 1985; Atelier im Bauernhaus, Fischerhude 1997, ISBN 3-881-32255-8.
- Julius von Ehren (1864–1944) – ein Hamburger Maler der Lichtwark-Zeit. Katalog zur Ausstellung im Altonaer Museum 2004. Altonaer Museum, Hamburg 2004, ISBN 978-3-927637-46-7.
- Zwischen Hamburg und Paris – die Siebelist-Schüler. Katalog zur Ausstellung in der Haspa-Galerie 2009. Haspa, Hamburg 2009, ISBN 978-3-9811915-7-8.
- Thomas Herbst: 1848–1915. Werkverzeichnis der Gemälde, Ölstudien und Aquarelle. Herausgegeben von Christoph H. Seibt für die Gesellschaft der Freunde Thomas Herbsts e. V., Hamburg. Hirmer, München 2015, ISBN 978-3-7774-2479-8.
- mit Ingrid van Skyhawk: Ernst Odefey 1882–1964. Leben und Werk des Hamburger Malers und Grafikers. Begleitband zur Ausstellung in der Bibliothek der Helmut-Schmidt-Universität, 11. Mai – 30. September 2016. Herausgegeben von der Bibliothek der Helmut-Schmidt-Universität, Hamburg 2016, ISBN 978-3-86818-079-4.

Beteiligungen
- Der neue Rump. Lexikon der bildenden Künstler Hamburgs, Altonas und der näheren Umgebung. Überarbeitete Neuauflage, hrsg. von Kay Rump, bearbeitet von Maike Bruhns, unter Mitarbeit von Carsten Meyer-Tönnesmann. Wachholtz, Neumünster 2005, ISBN 978-3-529-02792-5.